# 爱德华兹维尔 (阿拉巴马州)
爱德华兹维尔（英文：Edwardsville），是美国阿拉巴马州下属的一座城市。面积约为16.44平方英里（约合42.59平方公里）。根据2010年美国人口普查，该市有人口202人，人口密度为12.28/平方英里（约合4.74/平方公里）。